# Spech János
Spech János, németül Johann Baptist Spech (Pozsony, 1767. december 18. – Felsőlendva, 1836. november 24.) magyarországi karmester, zeneszerző, az első magyar nyelvű dalciklusok szerzője.

## Élete
Német nyelvű családban született, apja, Spech Willibald egyszerű munkás (operarius) volt. Iskolai tanulmányait szülővárosában végezte, és ott kapta zenei műveltségét is, énekelni és zongorázni tanult. Miután jogi végzettséget szerzett, 1792-től fizetés nélküli helytartótanácsi gyakornokként dolgozott Budán, de továbbra is foglalkozott zenével. 1794-ben nyitányt komponált a pesti színház egy előadásához. Végül barátja, gróf Nádasdy Lipót (1769–1836) tanácsára a zenét választotta fő hivatásának.
Még 1800 előtt Bécsbe költözött, hogy Joseph Haydntól tanulhasson zeneszerzést. Utóbbi 1800. augusztus 28-án bizonyítványt adott arról, hogy Spech „bármely zeneiskolát vezethet, akár mint igazgató, akár mint a zongora és az orgona tanára”. Első nyomtatott műve is Bécsben jelent meg 1799-ben. 1804-ben visszatért Pestre, és zongoratanárként, majd színházi karmesterként működött. A pesti német színház számára két operát és több kísérőzenét szerzett. Veni Sancte Spiritus kórusműve 1807-ben a pozsonyi országgyűlés megnyitásán, egy alkalmi kantátája pedig 1811-ben a pesti evangélikus templom fölszentelésén hangzott el. Eközben Podmaniczky József „házi zeneszerzője” volt. Podmaniczky támogatásának köszönhette, hogy 1816 és 1818 között Párizsban, az ottani Conservatiore-ban képezhette magát tovább.
1818-től ismét Bécsben és Pesten működött, ekkor írta 1822 és 1824 között kiadott magyar nyelvű dalciklusait. Pártfogója, Podmaniczky halála után, 1824-ben végleg Bécsbe költözött, ahol művei kiadásából és tanításból élt. Gustav Shilling kortárs zenei lexikonja szerint művészetét „korrektség és keresetlen eredetiség” jellemezte, valamint „a dicséretre méltó lemondás minden fajta modern díszítőeffektusról”. Utolsó éveit barátja, a vele egykorú Nádasdy Lipót szolgálatában töltötte, és annak birtokán, a Vas vármegyei Felsőlendván hunyt el, ahol a grófi család ottani sírboltjába temették. Kéziratos hagyatékát a Bécsi Zenebarátok Egyesületének adományozta.

## Művei

### Színpadi zenék
- Die Befreiung von Jerusalem (kantáta), Pest, 1810[6]
- Ines und Pedro, oder Der Geist bei Montegalva (opera Kisfaludy Sándor Tátika című verses regéje nyomán, más címen Johannisnacht), Pest, 1814[7]
- Mathias Corvinus oder Der Sieg der Treue (kísérőzene), Pest, 1815[8]
- Sophronia oder Die Eroberung des heiligen Grabes, 1. Teil (kantáta), Pest, 1816[9]
- Der Vogel des Bruder Philipp (vígopera), Pest, 1821[10]
- Felizie (tündérmese).

### Egyházi művek
- Missa alla capella
- Reqiuem
- Veni Sancte Spiritus (a pozsonyi országgyűlés megnyitására), 1807
- Laudate pueri

### Kantáták
- Gyászkantáta Prónay Johanna halálára („Trauercantate zur Begräbniss Feyer der … Frau Johanna Freyin v. Pronay … mit Begleitung von Blas-Instrumenten”), 1797
- Alkalmi kantáta a pesti evangélikus templom felszentelésére („Gelegenheits-Cantate zur Einweihung der neuen evangelischen Kirche”), 1811
- Gyászkantáta Podmaniczky József halálára, 1823

### Dalok és áriák
német, olasz, francia és magyar nyelven. Nyomtatásban megjelentek: 
- Lieder für eine, zwey oder drey Stimmen (Op. 7.),  Wien, Chemische Druckerei
- A kesergő szerelem, Kisfaludy Sándor (Himfi) versére, 1807 (vö. Hazai Tudósítások, 1807, 131)
- Sechs Lieder mit Clavier-Begleitung (Op. 21.), Wien, Pietro Mechetti
- Sechs Lieder mit Begleitung des Claviers (Op. 27.), Wien, Pietro Mechetti
- Hat magyar dal klavir késéréssel (Mária Dorottya nádornénak, Op. 30.), Pesth, G. Miller, 1822
- Magyar énekek klavír kíséréssel (Festeticsné Hohenzollern-Hechingen Józefinának, 3 darab, Op. 31.), Pest, 1823
- Három magyar dalok (Op. 32.), Pest, 1824
- Liebesrausch von Körner, in Musik gesetzt für eine Singstimme mit Begleitung des Piano-forte (Op. 33), Wien, Cappi & Co.
- Tre ariette con accompagnamento di fortepiano (Op. 34.). Wien, Cappi & Co.
- Sechs Lieder mit Begleitung des Claviers (Op. 35.). Wien, Pietro Mechetti
- Die Ideale von Schiller, in Musik gesetzt für eine Singstimme mit Begleitung des Pianoforte (Op. 36.), Wien, Anton Pennauer
- Magyar énekek klavir késéréssel (Op. 37.), Pest, Karl Lichtl, 1829
- Zwey Quartetten für Männerstimmen, (Op. 37.), Wien, Joseph Czerny
- Maria von Schottland, von Kind. Für eine Singstimme mit Begleitung des Pianoforte (Op. 42.) Wien, Joseph Czerny
- Négy magyar dal (cím nélküli nyomtatvány, h. é. n.)
- Magyar Orpheus, szerk. Bartalus István, Pest 1869 (közte Spech János 13 dala Kisfaludy Károly, Kisfaludy Sándor, Csokonai Vitéz Mihály, Kiss János és más magyar költők verseire

### Vonósnégyesek
Gustav Schilling lexikonja szerint „9 Quartetten und 2 Fugato's für Bogen-Instrumente”. Nyomtatásban megjelentek:
- Trois Quatuors pour deux Violons, Alto et Violoncelle (Koháry Ferencnek, Op. 2.), Bécs, 1803
- Trois fugues pour deux violons, alto et violoncelle (Perényi Lázárnak [„Lazare de Prenyi, Conseiller à la Chambre Royale d'Hongrie”], Op. 3.) ,Wien, 1802
- Quartetto [G-dúr] (Végh Ignácnak), Chemische Druckerei, Wien
- Fugues (3 darab, Op. 8.)
- Trois Quatuors (Podmaniczky Jánosnak, Op. 19.), Wien , Tranquillo Mollo
- Quatuor (Brunswick Ferencnek, Op. 22.),  Wien, Pietro Mechetti, 1816
- Deux quatuors (Podmaniczky Józsefnek, Op. 25.) Párizs
- Quatuor concertant (Majláth Jánosnak, Op. 26.), Párizs

### Billentyűs kamarazene
Gustav Schilling lexikonja szerint „9 Sonaten, 2 Trios, 1 Fantasie, 3 vierhändigen Fugen, 2 Allegri rhapsodici, sämtlich für das Pianoforte”.  Nyomtatásban megjelentek:
- Due sonate [D, B] per il clavicembalo o forte piano coll'accompagnamento d'un violino et violoncello (Op. 1.), Wien, Artaria & Co., 1799
- Sonate [A] pour le pianoforte (Op. 4), Wien, Bureau des arts et d'industrie, 1802
- Sonate [F] pour le piano-forte (Op. 5.), Wien, Johann Cappi
- Sonate [B] pour le piano-forte (Op. 6.), Wien, Johann Cappi; Tranquillo Mollo
- Tema [Es] e variazioni per il cembalo (No. 5.), Wien, Chemische Druckerei
- Sonate [D] pour le pianoforte avec un violon (Op. 10.), Wien, Chemische Druckerei
- Sonate pour le pianoforte avec un violon obligée (Op. 12.), Wien, Chemische Druckerei
- Fantasia o capriccio [A] per il pianoforte (Op. 15.), Pesth, Bureau des arts et d'industrie, [1810 körül]
- Sonata [Es] per pianoforte e violino (Op. 16.), Wien–Pesth, Bureau des arts et d'industrie, [1811 körül]
- Sonata [Es] per pianoforte e violino (Op. 17.), Wien–Pesth, Joseph Riedl
- Drey Fugen [c, h, F] für das Pianoforte zu vier Händen (Op. 39.), Wien, Anton Diabelli & Co.
- Zwei rhapsodische Allegri [f, Es] im freien und gebundenen Style für das Pianoforte zu vier Händen (Op. 43.), Wien, Anton Diabelli & Co.

### Zenetudományi írások
- Über den heutigen Zustand der Musik in Paris, und den Geschmack in derselben, Allgemeine musikalische Zeitung (Wien) 6(1822) = A muzsikának mai állapotjáról s abbéli izlésről, Párizsban, Tudományos Gyűjtemény (1822):4, 50-64.

## Hangfelvételek
- Three String Quartets Op. 2. – Festetics String Quartet (on period instruments), Hungaroton, 2003
- Fortepiano Pieces & Songs (Music of Hungarian Parlours) – Halmai Katalin (mezzoszoprán), Horváth Anikó, Ratkó Ágnes (fortepiano), Hungaroton, 2007